# Josep Maria Rodríguez i Ardura
Josep Maria Rodríguez i Ardura, conegut futbolísticament com a Rodri, (Granollers, 1 de juliol de 1946) és un antic futbolista català de les dècades de 1960 i 1970.

## Trajectòria
Començà jugant a la posició d'interior o davanter, però amb el pas dels anys l'anà retrocedint fins a acabar com a lateral dret.
Es formà a l'Esport Club Granollers en les categories infantil i juvenil. En aquesta darrera categoria fou seleccionat per jugar amb la selecció catalana. Més tard jugà al primer equip vallesà, amb el qual ascendí a Tercera Divisió i a més fou internacional amateur amb la selecció espanyola l'any 1965.
L'any 1966 fou fitxat pel RCD Espanyol, club on jugà durant sis temporades. No obstant, mai assolí la titularitat indiscutible, i més de la meitat de la seva estada al club periquito, fou cedit a altres equips. Fou cedit a la UE Olot, Real Jaén, UE Sant Andreu i CF Badalona. Amb l'Espanyol jugà un total de 16 partits a primera divisió, marcant un gol.
L'any 1971 es desvinculà de l'Espanyol i fitxà pel Llevant UE, on juga dues temporades a gran nivell, i el 1973 tornà a Barcelona, per fitxar per la UE Sant Andreu, on fou titular indiscutible durant cinc temporades, les quatre primeres a Segona Divisió. A continuació jugà a la UE Olot, Castellfollit i Sant Esteve d'en Bas.